# Komplexy přechodných kovů s alkeny
Komplexy přechodných kovů s alkeny jsou komplexní sloučeniny obsahující jeden nebo více alkenových ligandů. Vyskytují se jako meziprodukty některých katalytických reakcí, při kterých se alkeny mění na jiné organické sloučeniny.
Ve stabilních komplexech se obvykle objevují mono- a dialkeny.

## Monoalkeny
Nejjednodušším monoalkenem je ethen. Je od něho odvozen velký počet komplexů, například Zeiseho sůl, dimer chlorobis(ethylen)rhodia (Rh2Cl2(C2H4)4), Cp*2Ti(C2H4) a homoleptický Ni(C2H4)3. K substituovaným monoalkenům patří cyklický cyklookten, vyskytující se mimo jiné v dimeru chlorobis(cyklookten)rhodia. Alkeny obsahující skupiny odtahující elektrony se silně vážou na kovy v nízkých oxidačních číslech; jako příklady zde mohou být uvedeny tetrakyanoethylen (TCNE), tetrafluorethylen, maleinanhydrid a estery kyseliny fumarové. Tvoří adukty s řadou kovů v oxidačním čísle 0.

## Dieny, trieny, polyeny, ketoalkeny a ostatní složitější alkenové ligandy
Butadien, cyklookta-1,5-dien a norbornadien patří mezi dobře prozkoumaná chelatační činidla. Na kovy se prostřednictvím několika uhlíkových center mohou také vázat trieny i některé tetraeny; k takovým ligandům patří například cykloheptatrien a cyklooktatetraen. Příslušné vazby se často popisují pomocí hapticity. Ketoalkeny jsou tetrahaptoligandy a stabilizují vysoce nenasycené nízkovalentní kovy, například u trikarbonylu (benzylidenaceton)železa a tris(dibenzylidenaceton)dipalladia.

Komplexy kovů s alkeny
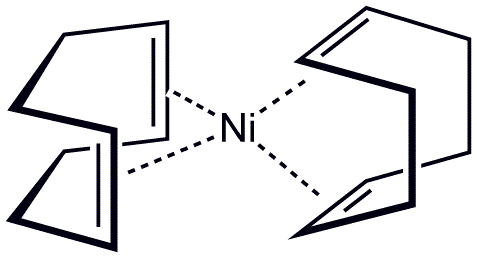
Bis(cyklooktadien)nikl, používaný jako katalyzátor
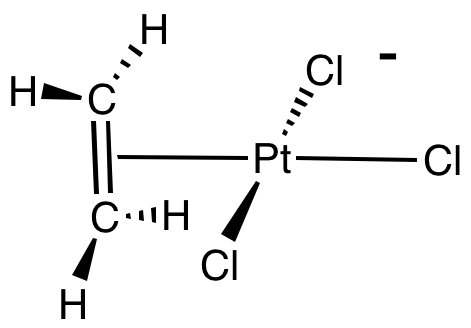
První známý komplex alkenu, anion Zeiseho soli.
chlorobis(cyklookten)rhodia, zdroj RhCl.
Crabtreeův katalyzátor, vysoce aktivní katalyzátor hydrogenace
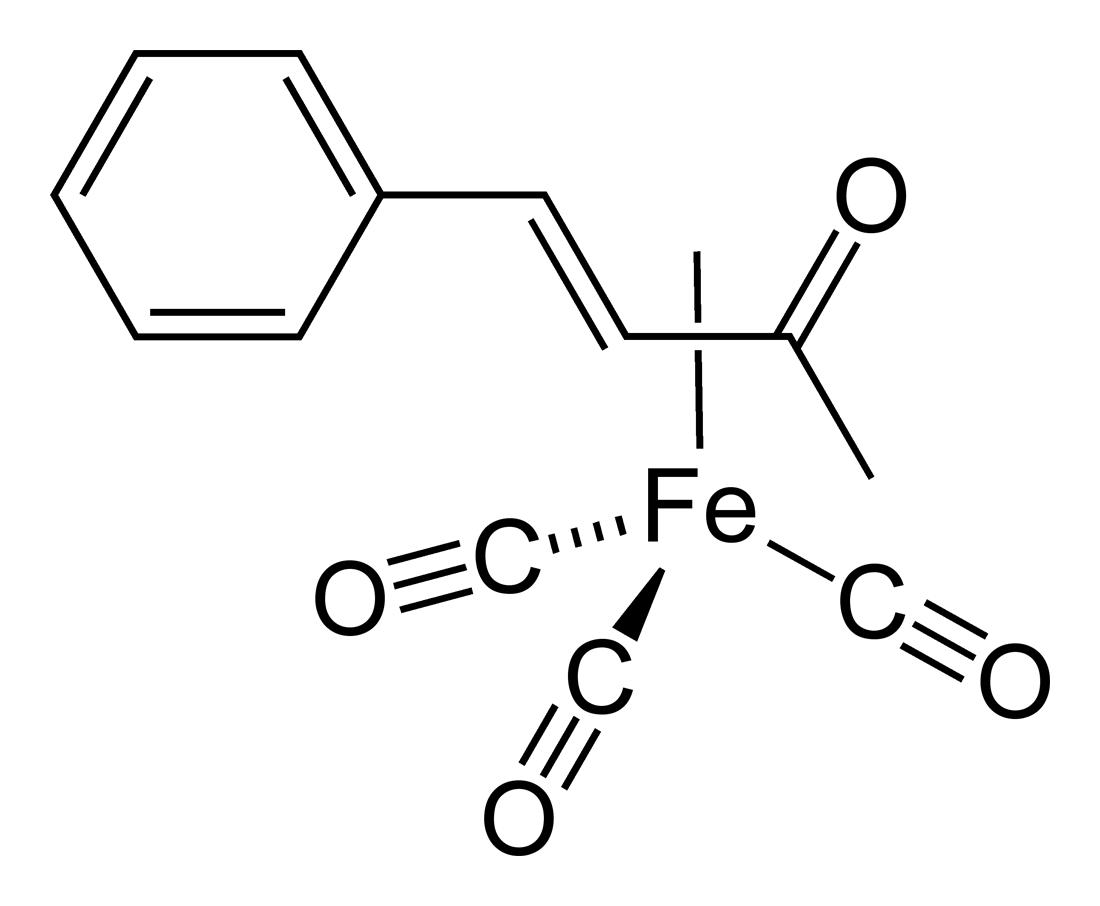
Trikarbonyl (benzylidenaceton)železa, zdroj Fe(CO)3.
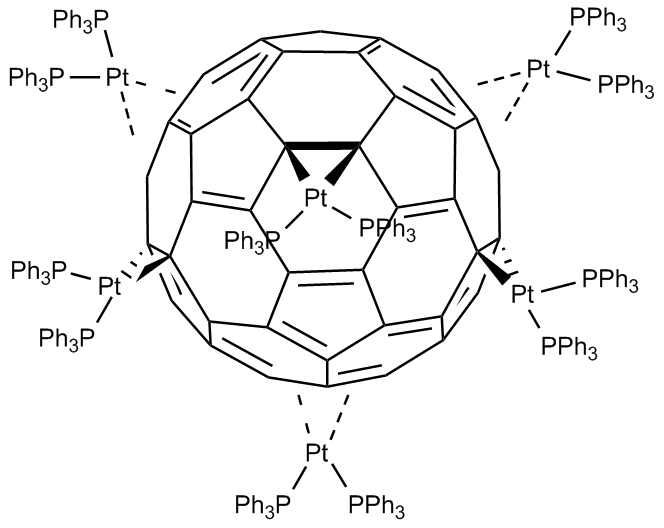
[[Et3P]2Pt]6(η2:η2:η2:η2:η2:η2-C60), komplex fullerenu
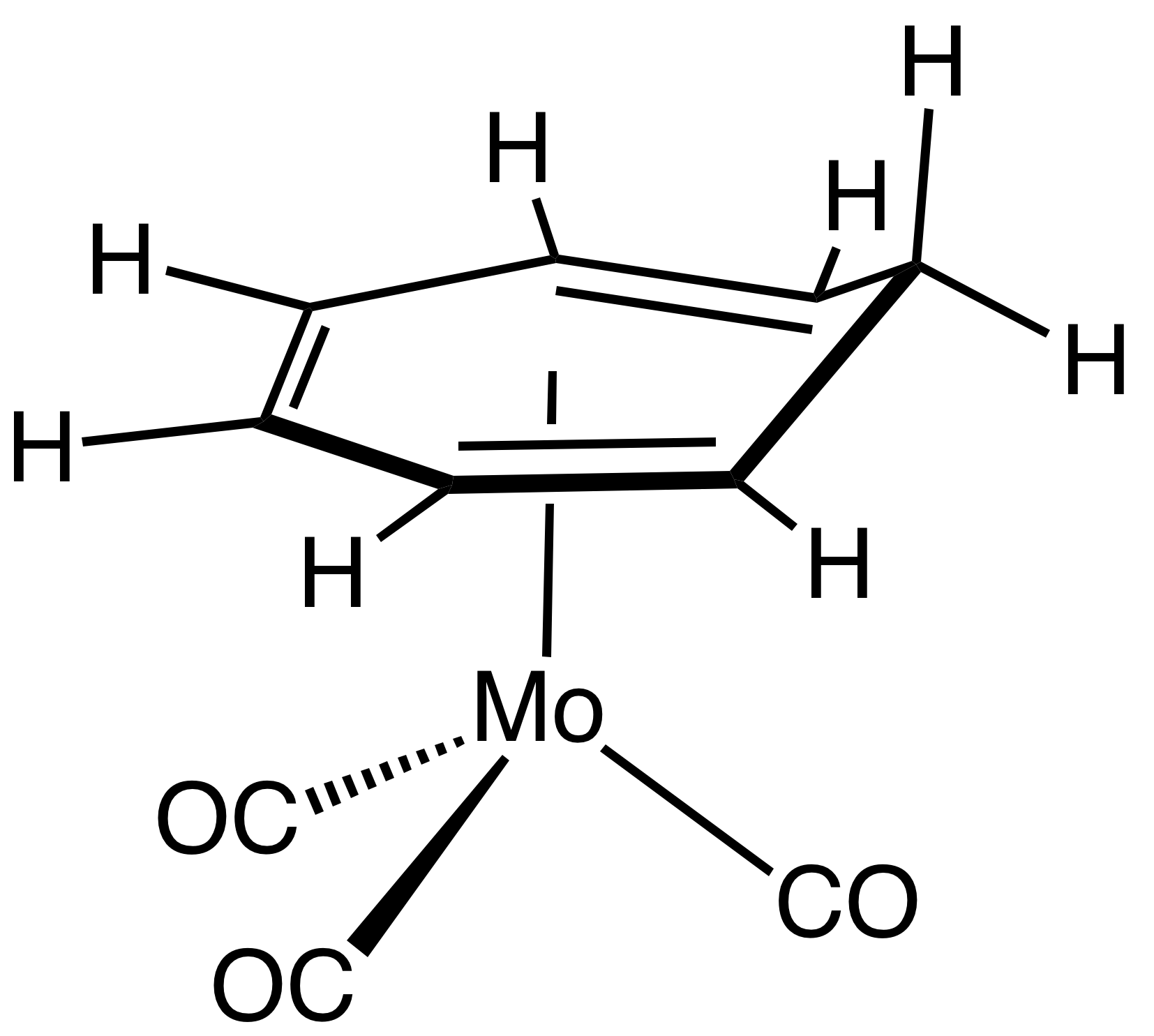
Mo(C7H8)(CO)3, komplex  cykloheptatrienu
Biscyklooktatetraenželezo (Fe(C8H8)2), komplex cyklooktatetraenu
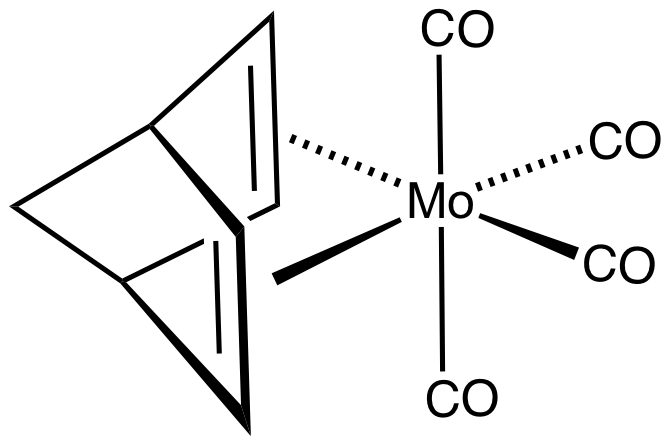
Tetrakarbonyl (norbornadien)molybdenu, zdroj Mo(CO)4
(Xylylen)Fe(CO)3, příklad stabilizace nestabilního alkenu komplexací

## Struktura

Struktura (acac)Rh(C_{2}H_{4})(C_{2}F_{4}), vzdálenosti (červeně) jsou v pikometrech.

Vazby mezi alkeny a přechodnými kovy se popisují Dewarovým–Chattovým–Duncansonovým modelem, ve kterém se objevuje dodávání elektronů π orbitalů alkenu do prázdných orbitalů kovu. Tuto interakci podporuje sdílení elektronů s protivazebnými orbitaly alkenu. Rané kovy v nízkých oxidačních číslech (například TiII, ZrII a NbIII) jsou silné pí donory a jejich alkenové komplexy se často popisují jako metalocyklopropany. Reakcemi těchto sloučenin s kyselinami vznikají příslušné alkany. Pozdější kovy (IrI, Pt2), jež jsou slabšími pí donory, interagují s alkeny podobně jako Lewisovy kyseliny s Lewisovými zásadami. Obdobně je C2F4 lepším pí akceptorem než C2H4, což se projevuje na délkách vazeb kov-uhlík.

Bonding images
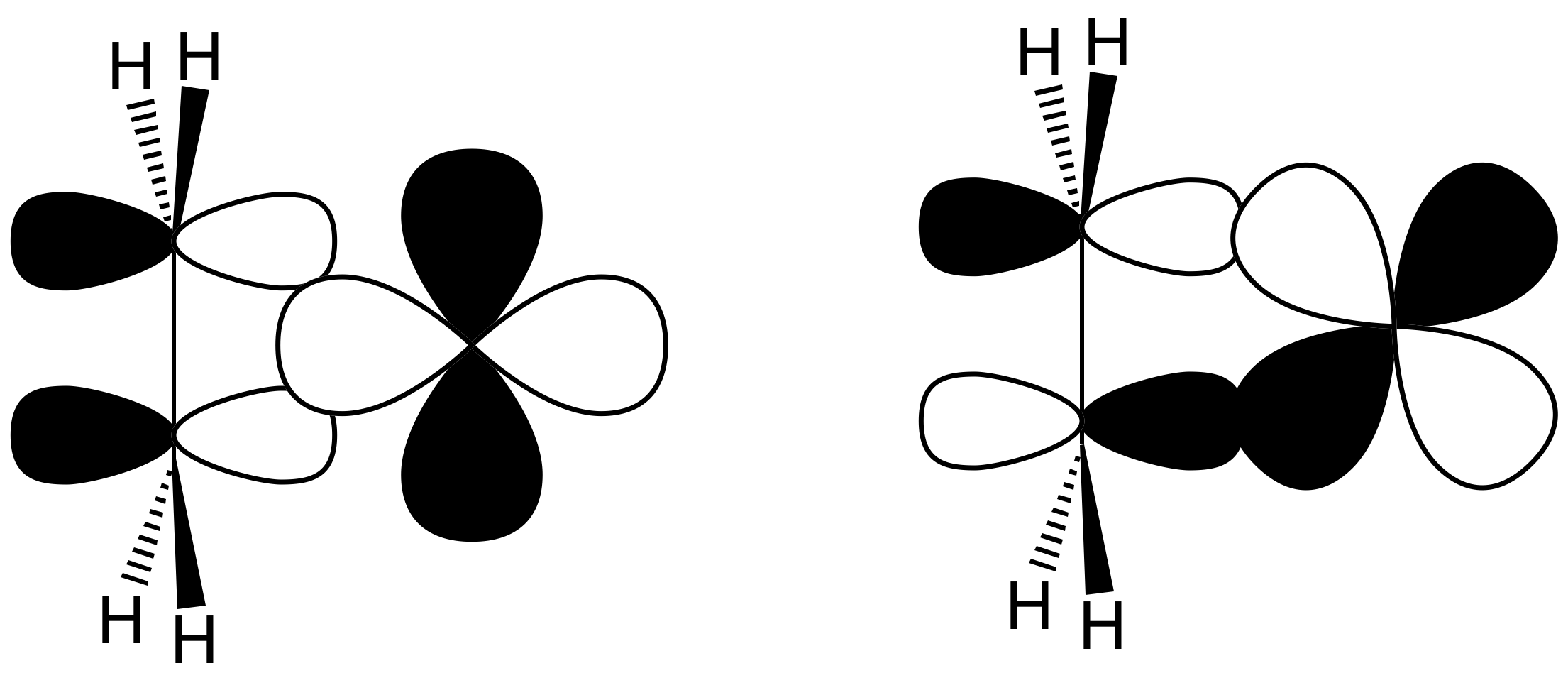
Orbitalové interakce u komplexů kovů s ethenem podle Dewarova–Chattova–Duncansonova modelu
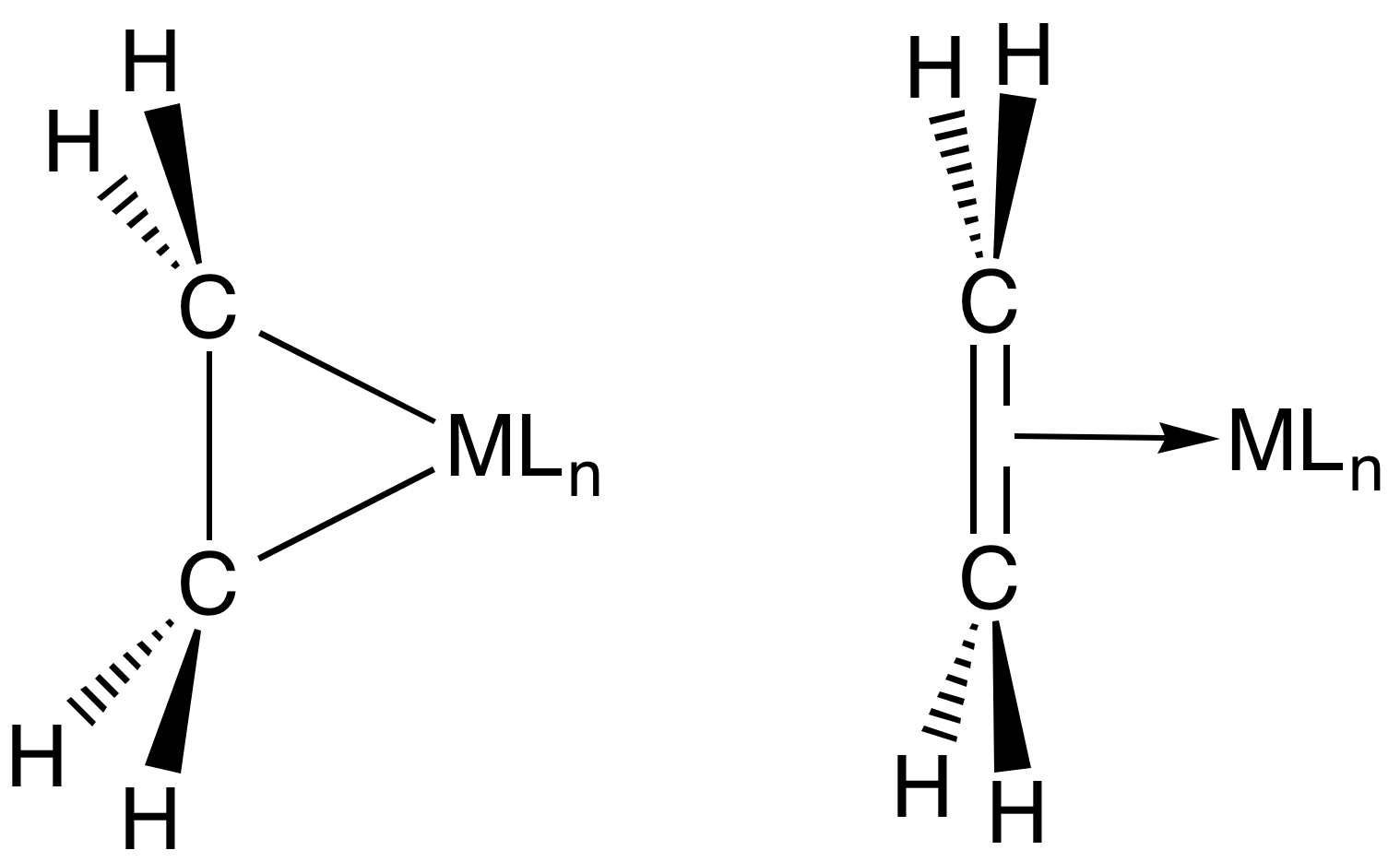
Dvojice krajních zobrazení interakcí M---C2H4

### Rotační bariéry
Bariéry rotace alkenů kolem vektoru vycházejícího z atomu kovu lze považovat za ukazatele síly vazeb kov-alken. K analýze těchto rotačních bariér jsou vhodné komplexy s nízkou symetrií. U CpRh(C2H4)(C2F4) je rotační bariéra ethenového ligandu přibližně 50 kJ/mol; u vazby Rh-C2F4 nebyla žádná rotace pozorována.

## Reakce a použití
Alkenové ligandy po vzniku komplexu ztrácejí většinu vlastností vyplývajících z přítomnosti dvojných vazeb. Při mezimolekulárním ataku alkylovými a hydridovými ligandy dochází k tvorbě nových alkylových komplexů. Kationtové komplexy alkenů mohou být atakovány nukleofily.

### Katalýza
Komplexy kovů a alkenů jsou mnoha reakcí alkenů katalyzovaných přechodnými kovy; patří sem Zieglerovy–Nattovy katalyzátory u polymerizací, hydrogenace, hydroformylace a řada dalších reakcí.

### Oddělování alkanů
Protože se alkeny většinou vytváří ve směsích s alkany, tak je důležité je od sebe oddělit. Příslušné postupy jsou často založené na transportních membránách obsahujících stříbrné nebo měďné soli, které se vratně navazují na alkeny.
Při argentační chromatografii se k analýze organických sloučenin podle počtu a druhu alkenových skupin používají stacionární fáze obsahující stříbrné soli. Tento postup se často používá při analýze nenasycených složek tuků a mastných kyselin.

## Výskyt
Komplexy kovů a alkenů jsou v přírodě vzácné; výjimku tvoří případ, kdy ethen ovlivňuje zrání ovoce navázáním na měďné centrum transkripčního faktoru.